# Женская сборная Казахстана по водному поло
Женская сборная Казахстана по водному поло представляет Казахстан на международных турнирах по водному поло.

## Чемпионат мира по водному поло
- 1994 — 12 место
- 1998 — 12 место
- 2001 — 8 место
- 2003 — 13 место
- 2005 — не участвовала
- 2007 — 13 место
- 2009 — 14 место
- 2011 — 13 место
- 2013 — 11 место

## Водное поло на Олимпийских играх
- 2000 — 6 место
- 2004 — 8 место
- 2008 — не участвовала
- 2012 — не участвовала

## Составы

### Олимпийские игры 2000
Джакаева Асель,  Герзанич Екатерина, Алеева Резеда, Пырысева Юлия, Королева Светлана, Буравова Светлана, Губина Татьяна, Борода Анастасия, Ольхина Лариса, Бородавко Ирина, Галкина Наталья, Игнатьева Наталья, Лещук Ольга, тренеры - С.Г. Маслюк, А.А. Крюков, И.П. Егармин

### 2012 год
Галина Рытова, Людмила Чегодаева, Айжан Акилбаева, Анна Турова, Камила Закирова, Екатерина Гариева, Асель Джакаева, Александра Роженцева, Асем Мусарова (все - «Айша-Биби»), Анна Зубкова, Марина Гриценко (обе - «Югра» (Ханты-Мансийск)), Наталья Александрова, Дарья Васильева-Рога (обе - Штурм-2002)

### Летние Азиатские игры 2014
Александра Жаркова, Наталья Шепелина, Айжан Акылбаева, Анна Турова, Камила Закирова, Анастасия Миршина, Замира Мырзабекова, Оксана Сайчук, Асель Жакаева, Марина Гриценко, Наталья Александрова, Аружан Егембердиева и Кристина Красикова.

### Чемпионат мира 2015
Александра Жаркимбаева, Аружан Егембердиева, Айжан Акилбаева, Анна Турова, Камила Закирова, Оксана Тихонова, Замира Мурзабекова, Оксана Сайчук, Дарья Муравьёва, Дарья Рога, Анастасия Миршина, Асем Мусарова, Дарья Рыжинская

## Состав в 2012 году
| \| № \| \| Поз. \| Имя \| Год рождения \| \| -- \| \| ---- \| -------------------------------------------------------- \| ------------ \| \| 1 \| \| Вр \| ЗМС Галина Рытова («Айша-Биби» (Тараз)) \| 10.09.1975 \| \| 2 \| \| Защ \| МС Людмила Чегодаева («Айша-Биби» (Тараз) ) \| \| \| 3 \| \| Нап \| МСМК Айжан Акилбаева («Айша-Биби» (Тараз)) \| 13.09.1991 \| \| 4 \| \| Защ \| МСМК Анна Турова («Айша-Биби» (Тараз)) \| 31.07.1990 \| \| 5 \| \| Нап \| МС Камила Закирова-Марьина («Айша-Биби» (Тараз) ) \| \| \| 6 \| \| \| Анна Зубкова (Югра (Ханты-Мансийск) ) \| 03.02.1980 \| \| 7 \| \| \| Наталья Александрова (Штурм-2002 (Чехов, Моск.обл.) ) \| 27.05.1987 \| \| 8 \| \| Нап \| МСМК Екатерина Гариева ( «Айша-Биби» (Тараз)) \| \| \| 9 \| \| Нап \| МСМК Асель Джакаева ( «Айша-Биби» (Тараз)) \| 14.03.1980 \| \| 10 \| \| \| Марина Гриценко ( Югра (Ханты-Мансийск)) \| 17.08.1980 \| \| 11 \| \| Нап \| МС Александра Роженцева («Айша-Биби» (Тараз) ) \| 08.01.1985 \| \| 12 \| \| Нап \| МСМК Асем Мусарова («Айша-Биби» (Тараз) ) \| 13.08.1990 \| \| 13 \| \| \| МС Дарья Васильева-Рога (Штурм-2002 (Чехов, Моск.обл.) ) \| \| |                 |      |                                                          |              |
| № |                 | Поз. | Имя                                                      | Год рождения |
| 1 | Флаг Казахстана | Вр   | ЗМС Галина Рытова («Айша-Биби» (Тараз))                  | 10.09.1975   |
| 2 | Флаг Казахстана | Защ  | МС Людмила Чегодаева («Айша-Биби» (Тараз) )              |              |
| 3 | Флаг Казахстана | Нап  | МСМК Айжан Акилбаева («Айша-Биби» (Тараз))               | 13.09.1991   |
| 4 | Флаг Казахстана | Защ  | МСМК Анна Турова («Айша-Биби» (Тараз))                   | 31.07.1990   |
| 5 | Флаг Казахстана | Нап  | МС Камила Закирова-Марьина («Айша-Биби» (Тараз) )        |              |
| 6 | Флаг Казахстана |      | Анна Зубкова (Югра (Ханты-Мансийск) )                    | 03.02.1980   |
| 7 | Флаг Казахстана |      | Наталья Александрова (Штурм-2002 (Чехов, Моск.обл.) )    | 27.05.1987   |
| 8 | Флаг Казахстана | Нап  | МСМК Екатерина Гариева ( «Айша-Биби» (Тараз))            |              |
| 9 | Флаг Казахстана | Нап  | МСМК Асель Джакаева ( «Айша-Биби» (Тараз))               | 14.03.1980   |
| 10 | Флаг Казахстана |      | Марина Гриценко ( Югра (Ханты-Мансийск))                 | 17.08.1980   |
| 11 | Флаг Казахстана | Нап  | МС Александра Роженцева («Айша-Биби» (Тараз) )           | 08.01.1985   |
| 12 | Флаг Казахстана | Нап  | МСМК Асем Мусарова («Айша-Биби» (Тараз) )                | 13.08.1990   |
| 13 | Флаг Казахстана |      | МС Дарья Васильева-Рога (Штурм-2002 (Чехов, Моск.обл.) ) |              |